# Гиздово
Гиздово (на гръцки: Γκιστόβα, Гистова, Γκέστοβα, Гестова, Γκιζντόβα, Гиздова, което е местното име) е ледниково езеро в планината Грамос, съвсем близо до границата между Гърция и Албания. Езерото е разположено изцяло на гръцка територия, дем Нестрам (Несторио), югозападно от село Грамоща на 2350 m надморска височина. Езерото е дълго 150 m и широко 50 m. Местна легенда твърди, че е бездънно.
В 1969 година езерото е прекръстено от Гиздова (Γκέστοβα) на Лимни Граму (Лимни Граму), тоест Грамоско езеро.